# Nectandra patens
Nectandra patens är en lagerväxtart som först beskrevs av Olof Swartz, och fick sitt nu gällande namn av August Heinrich Rudolf Grisebach. Nectandra patens ingår i släktet Nectandra och familjen lagerväxter. Inga underarter finns listade i Catalogue of Life.